# Empennage
 (novembre 2019).
Pour l’article ayant un titre homophone, voir Empannage.
Pour un article plus général, voir Configuration générale d'un avion.
L'empennage est un ensemble de plans fixes et mobiles qui assure la stabilité et le contrôle en tangage (profondeur) et en lacet (direction) d'un aéronef.
Historiquement, le premier empennage qui ait été inventé par l'homme est celui qui stabilise la flèche d'arc (le mot empennage vient de penne qui signifie « grande plume ») ; en effet, sans un empennage, la flèche tend à se mettre en travers de sa trajectoire, ce qui limite fortement sa portée et, bien sûr, son efficacité (image de la fléchette ci-contre).

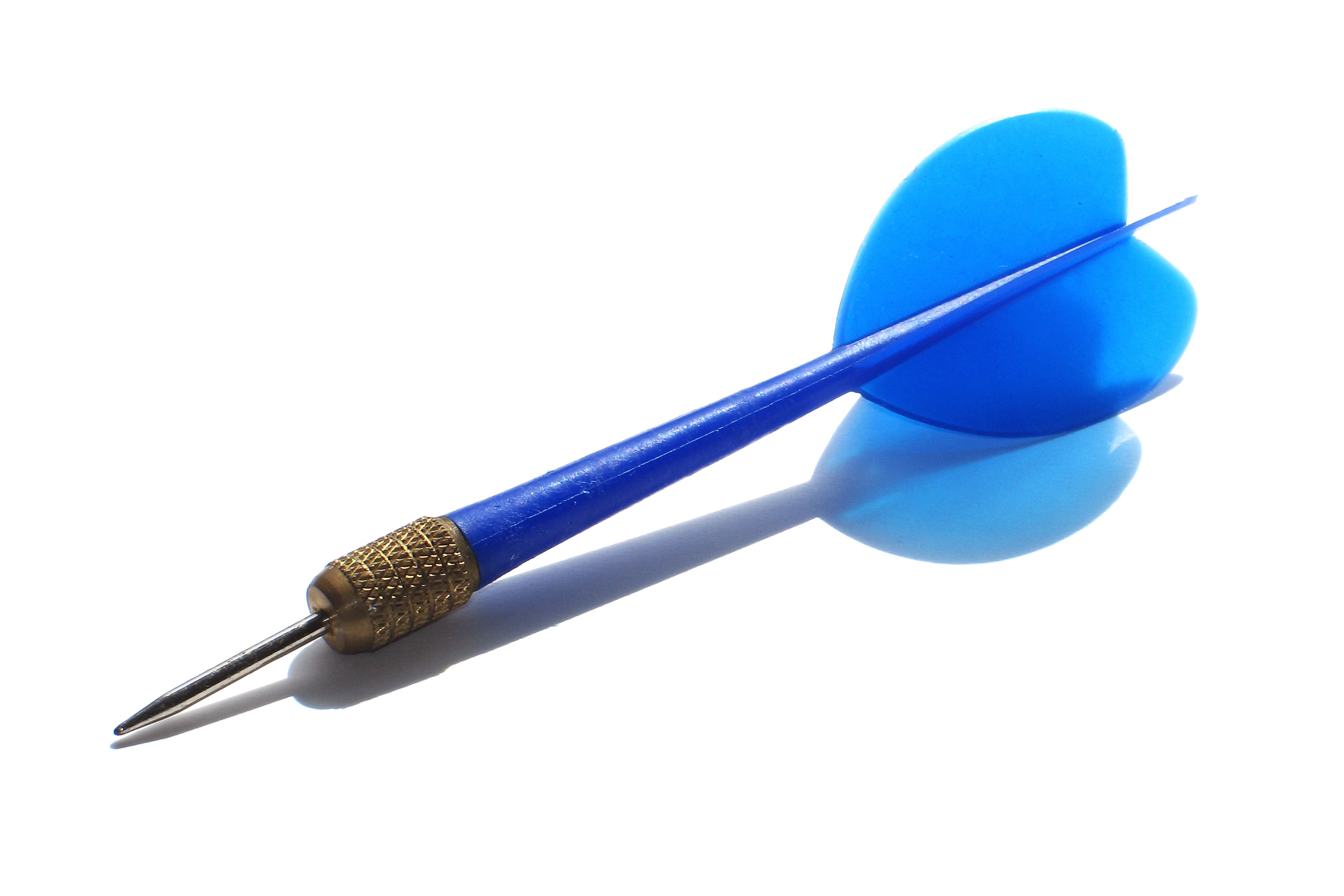
Empennage d'une fléchette. Originellement, les flèches et fléchettes étaient stabilisées par des plumes.

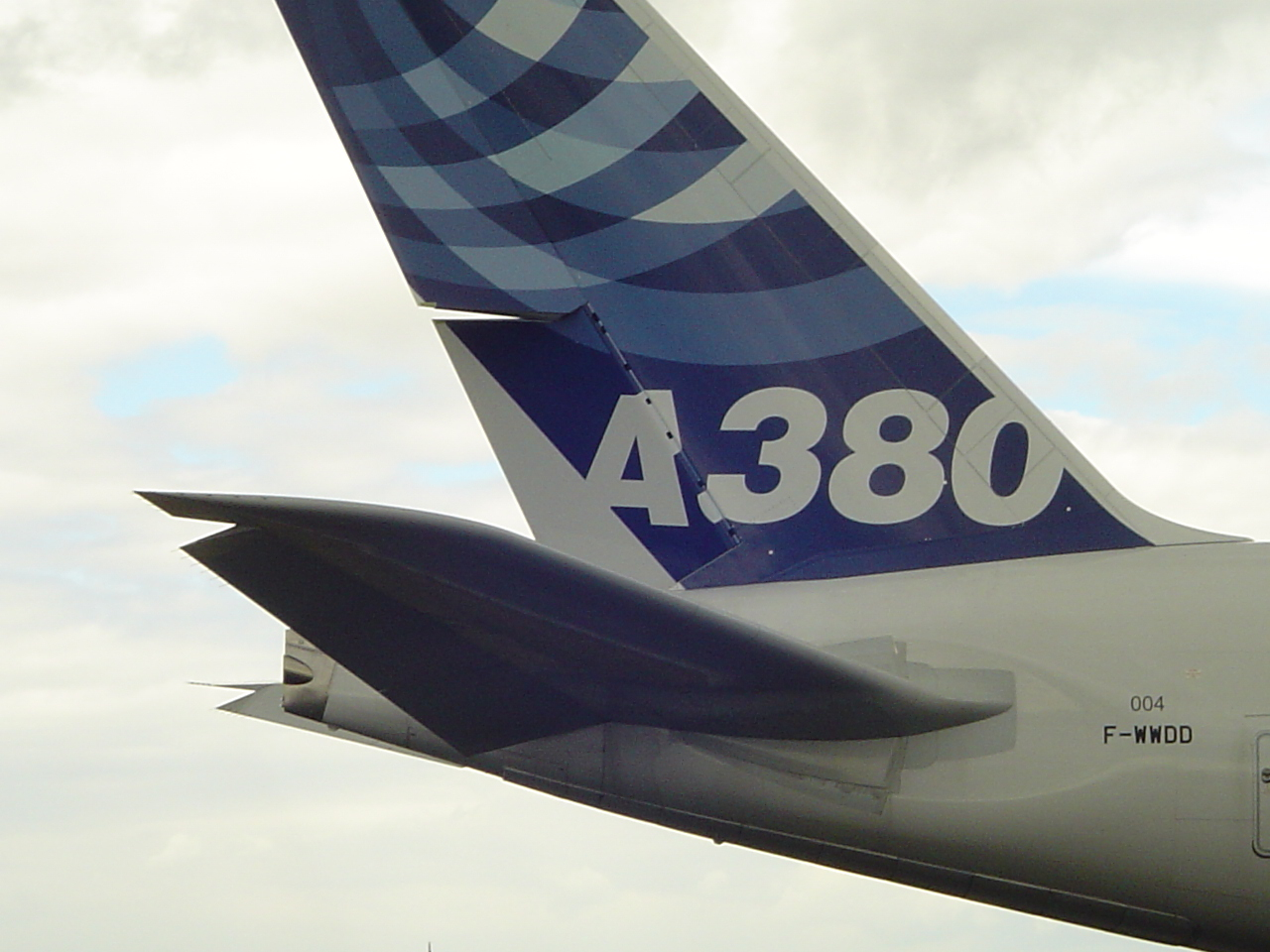
Empennage d'un Airbus A380.

## Composition et fonctionnement
L'empennage classique est constitué d'un ensemble de surfaces portantes positionnées pour avoir une incidence faible ou nulle lorsque l'aéronef est en vol de croisière stable. En cas de perturbation de cet équilibre, l'angle d'incidence induit par le mouvement crée une force et donc un moment autour du centre des masses qui ramène l'aéronef en position neutre. Afin d'augmenter le moment, les surfaces portantes de l'empennage sont éloignées au maximum du centre des masses et placées, le plus souvent, en queue de fuselage. La taille de ces éléments est conditionnée par la présence de facteurs déstabilisants (panne d'un moteur pour les aéronefs à moteurs multiples, forte hypersustentation, plage de centrage importante) et par le degré de stabilité recherché. La surface de l'empennage est relativement importante pour un avion de transport de passagers ; relativement faible pour un avion de chasse afin de ne pas entraver la manœuvrabilité de l'appareil.
La stabilisation en lacet est obtenue par une surface verticale, appelée stabilisateur vertical ou dérive.
La stabilisation en tangage est obtenue par une surface horizontale, appelée stabilisateur horizontal. L'équilibre de l'aéronef pouvant être modifié en fonction du chargement et de la consommation de carburant, cette surface horizontale comporte une partie mobile (gouverne), ou est entièrement mobile, afin d'assurer un moment de compensation. En vol stabilisé, l'incidence peut donc être légèrement positive ou négative afin de maintenir l'appareil horizontal.
Chacune de ces surfaces comporte aussi des parties mobiles pour modifier volontairement l'équilibre : en lacet, la gouverne de direction pour le contrôle du virage, et l'équilibre en tangage, la gouverne de profondeur pour le contrôle de la montée ou de la descente.
En dehors des arrangements « classiques » on trouve aussi :
- des empennages constitués de surfaces inclinées, empennages en V, assurant en même temps l'équilibre et le contrôle dans les deux plans ;
- des empennages entièrement mobiles ;
- des aéronefs sans empennage, dont la stabilisation et le contrôle sont obtenus par des surfaces mobiles disposées sur l'aile, des gouvernes en avant de l'aile ou uniquement via une motorisation spécifique.

## Empennage vertical

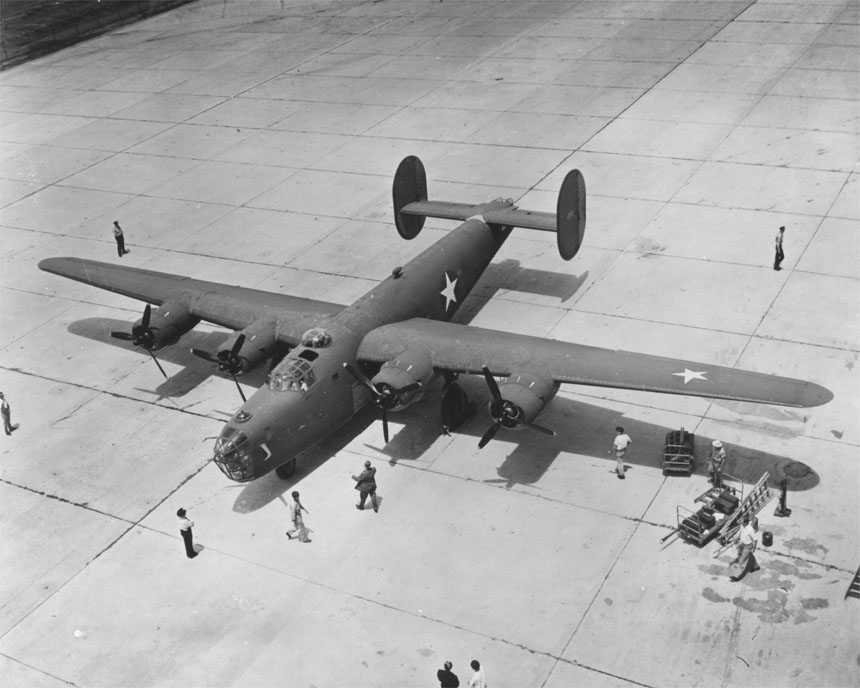
Empennage double sur un B-24.

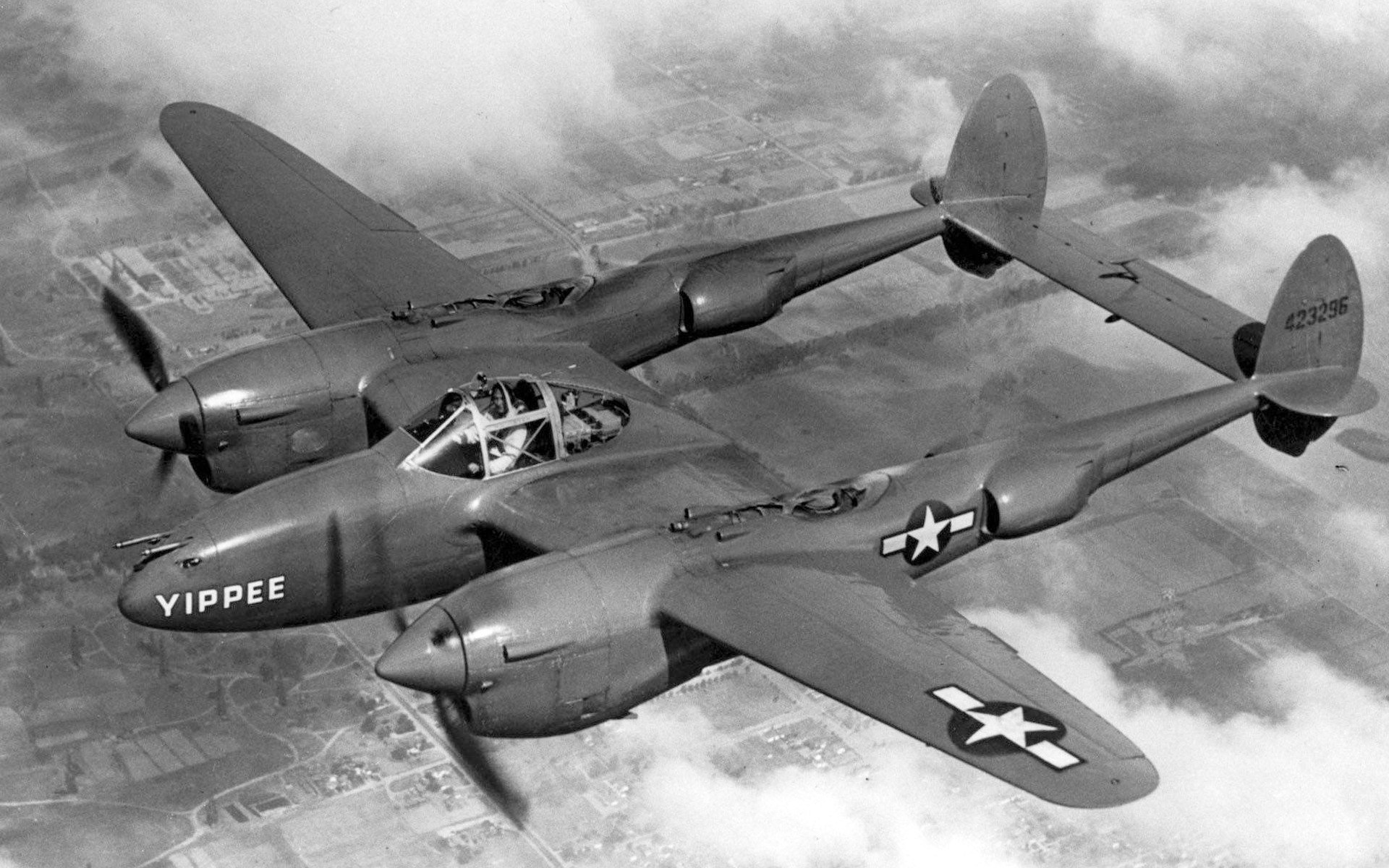
Les poutres du P-38.

### Monodérive
L'empennage vertical se compose généralement d'une partie fixe et d'une partie mobile :
- une dérive verticale fixe ;
- un gouvernail (ou gouverne de direction).

Il existe des empennages verticaux « monoblocs » (toute la surface pivote) ; cette disposition se rencontre sur des avions légers (Jodel, Luciole, Volksplane).

### Multi-dérive
L'empennage vertical peut être double ou triple sur certains avions, généralement multimoteurs à hélices.
Les avions bipoutres comme le Lockheed P-38 sont généralement bidérives. L'allongement effectif de l'empennage horizontal est augmenté par l'effet de plaque d'extrémité des dérives. Il joue également un rôle structurel en joignant les deux poutres.
Les avions furtifs à usage militaire comme le Lockheed Martin F-22 Raptor (États-Unis), le Soukhoï Su-57 (Russie) ou le Chengdu J-20 (Chine) ont des empennages doubles en diagonale. Sur le J-20 chinois, ceux-ci sont composés d'une pièce unique totalement mobile et tournent autour d'un axe central.

## Empennage horizontal
L'empennage horizontal se compose généralement d'une partie horizontale qui peut présenter plusieurs variantes :
- un plan horizontal fixe muni d'une gouverne de profondeur mobile, c'est le type « classique » ;
- un plan horizontal réglable muni d'une gouverne de profondeur. Le calage du plan horizontal peut être réglé en vol pour assurer l'équilibre convenant aux conditions de vitesse et de centrage (trim) ;
- un plan horizontal mobile muni d'un volet de profondeur mobile également, l'ensemble formant la gouverne de profondeur. Les deux surfaces pivotent dans le même sens, le volet se braquant plus que la partie avant (empennage des Airbus) ;
- un plan horizontal « monobloc » mobile muni d'un petit volet arrière ; les deux surfaces pivotent dans le même sens, le petit volet arrière (tab) servant à la fois de compensateur d'effort (pour diminuer les efforts nécessaires au manche pour déplacer le plan horizontal) et de trim de profondeur.

Il peut être absent, ses fonctions étant assurées par l'aile (aile volante, aile delta) éventuellement avec une contribution d'un plan canard.

## Types d'empennage

### Empennage en T

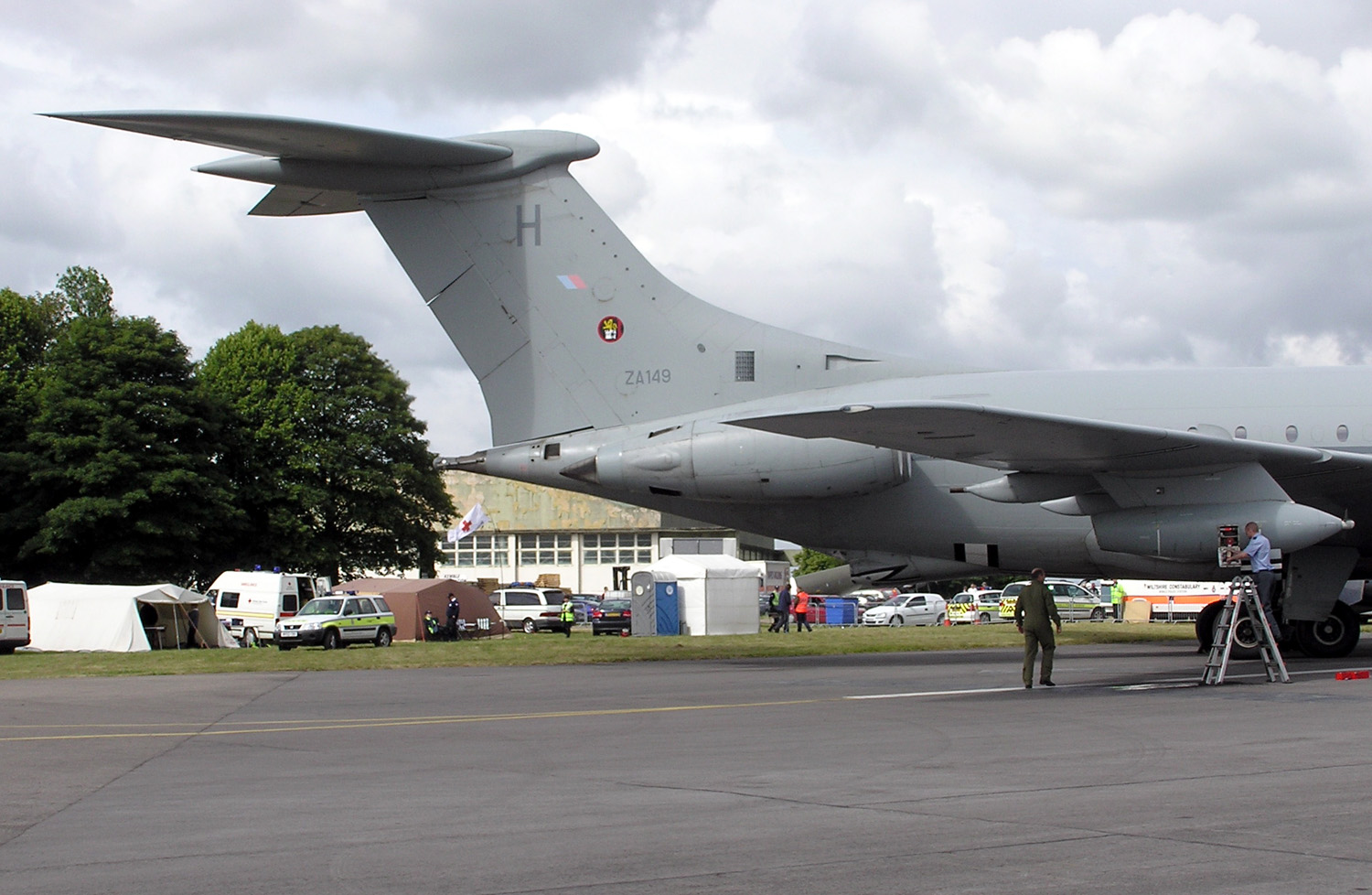
Empennage en T d'un Vickers VC-10.

Le plan de profondeur peut être monté au sommet de la dérive :
- pour diminuer l'effet de sol (stabilité en tangage des avions à effet de sol) ;
- dans le cas des planeurs, pour minimiser la traînée et ne pas accrocher la végétation en cas d'atterrissage dans la campagne.

Il a comme principal défaut d'alourdir la structure arrière de l'appareil, en raison des renforts nécessaires à son installation au sommet de la dérive verticale, qui devra donc subir des contraintes plus élevées pendant le vol. Il rend également l'aéronef bien plus sensible aux phénomènes de super décrochage (deep stall), car lors d'un décrochage prononcé, le plan horizontal se retrouve dans la traînée turbulente produite par les ailes, ce qui rend ce type de décrochage particulièrement dangereux sur les appareils équipés d'empennages en T.
Exemples : Boeing 727, Douglas DC-9, Vickers VC-10, Xian Y-20...

### Empennage en V

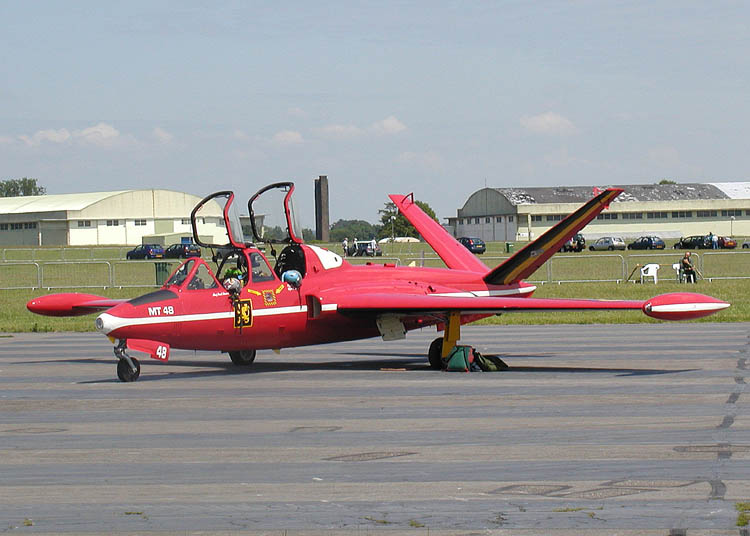
Empennage papillon sur un Fouga Magister.

Sur certains modèles, l'empennage est composé de deux parties obliques, réalisant un empennage « papillon ».
Exemples : Fouga Magister, Beech V-35, Robin ATL…

### Empennage «Pelikan»

Empennage « Pelikan ».

Cet empennage expérimental a été imaginé par Ralph Pelikan, ingénieur chez McDonnell.
Il est composé de deux surfaces horizontales prolongées par des empennages inclinés vers l'extérieur permettant, comme dans le cas d'un empennage en V, le contrôle en lacet et en tangage simultanément ou indépendamment.
Ce type d'empennage avait à l'origine été retenu par Boeing pour équiper le X-32.

## Autres mobiles avec empennage

### Dirigeables
En tant que corps de moindre traînée (à volume donné), les dirigeables connaissent également des problèmes de stabilité aérodynamique (leur centre latéral de portance se trouvant en avant de leur nez, donc très en avant de leur centre des masses). Dans son ouvrage Drag, S. F. Hoerner, indique qu’une stabilisation passive des dirigeables par empennages imposerait des surfaces d’empennages trop importantes. À une telle stabilisation passive, il est donc préféré une stabilisation active obtenue au moyen du braquage des gouvernes par le pilote, ce pilotage se montrant efficace, dans la pratique, avec des angles de braquage des gouvernes inférieurs à 5°.

### Sous-marins
Les sous-marins souffrent des mêmes problèmes de stabilités que les dirigeables. Les grands ingénieurs militaires Gustave Zédé et Henri Dupuy de Lôme arrivent ensemble à la conclusion que, pour leur stabilité de route (en tangage et en lacet), dirigeables et sous-marins doivent être munis d'empennages. La preuve en est faite avec le sous-marin électrique Gymnote, mis à l'eau en 1888.
Sur les sous-marins militaires, cependant, la nécessité de réduire l'écho sonar renvoyé par ces empennages limite nécessairement leur surface au minimum.

### Bateaux rapides

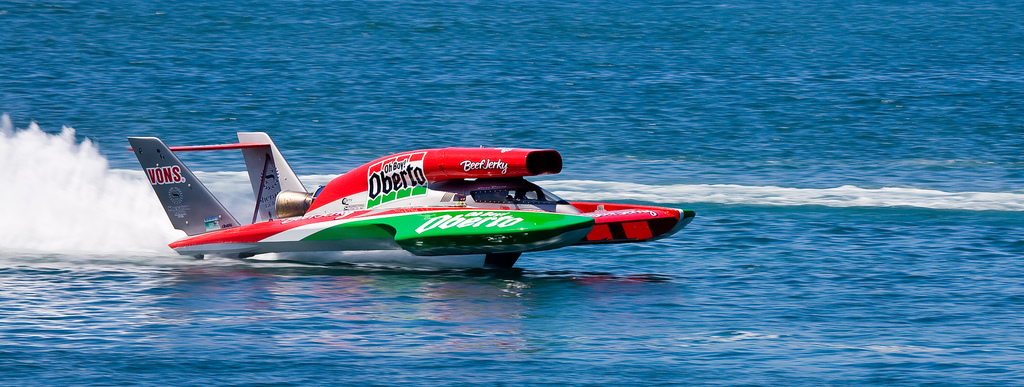
Les bateaux rapides sont contraints de mettre en œuvre des principes destinés aux aéronefs.

L’extrême rapidité de certains bateaux de compétition (qui sont des engins mi-aquatiques mi-aériens) les rend aérodynamiquement instables; si la coque s'éloigne trop du plan d'eau elle se comporte comme une aile d'avion au décollage, de sorte que leurs constructeurs doivent adopter, pour les stabiliser, des empennages horizontaux et verticaux (voir photo de droite).

## Aéronefs sans empennage
Certains aéronefs ne comportent pas l'empennage :
Aile volante pure (sans empennage ni horizontal ni vertical)Les fonctions de stabilisation et de gouverne sur les axes de roulis et de lacet sont reportées sur l'aile, dont la forme en plan, les profils porteurs et les gouvernes sont modifiés en conséquence.
Aile libre type pendulaireCes engins (nommés aile delta) présentent une forte flèche, ainsi qu'une petite poche de quille faisant office de stabilisateur. (À développer.)

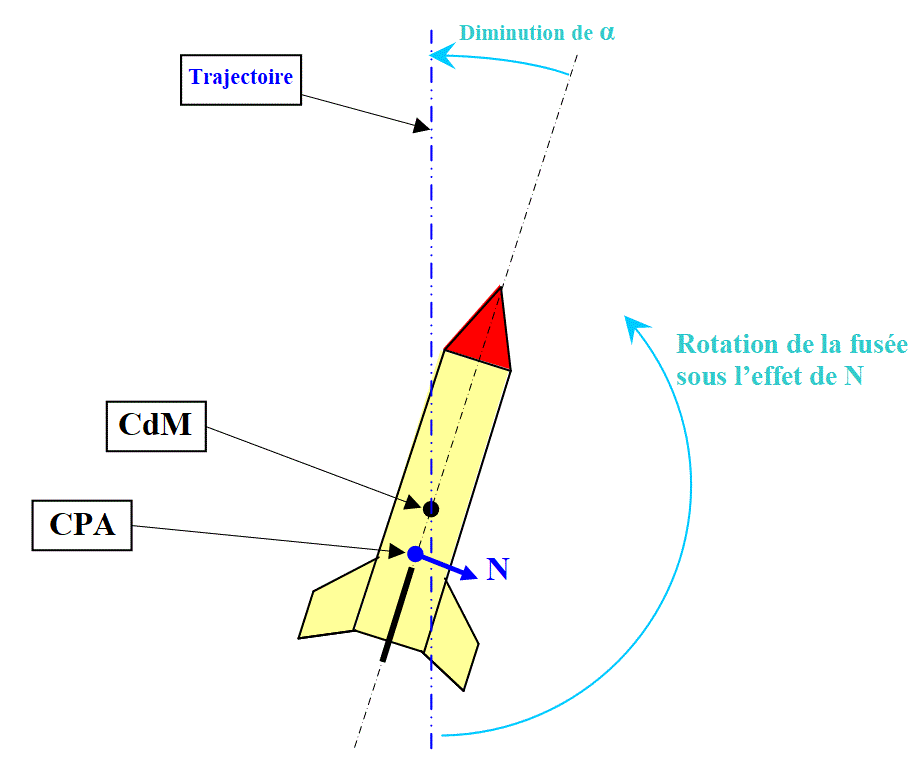
Fusée d'amateur en embardée angulaire.

FuséesSi les fusées d'amateurs comportent un empennage (généralement cruciforme, c'est-à-dire disposé en + ou en x, cf. image ci-contre), les fusées lanceuses de satellites (fusées d'agence d'État, souvent) n'arborent fréquemment aucun empennage. De tels engins étant aérodynamiquement instables, leur stabilisation et le contrôle de leur trajectoire sont assurés par l'orientation rapide de la poussée de leurs moteurs (tuyères orientables ou moteurs directionnels à poussée vectorielle).
Historiquement, les quatre petits ailerons d'empennages de la fusée lunaire Saturn V n'étaient là que pour ralentir l'embardée qui aurait forcément suivi une panne totale des moteurs du premier étage. Le but de ce ralentissement de l'embardée n'était que d'allonger le délai de prise de décision d'abandon de la mission (et de sauvetage de l'équipage par déclenchement de la tour de sauvetage). Un dispositif équivalent existait sur la fusée lunaire N1 soviétique, sous la forme d'un empennage de quatre panneaux cellulaires.

### Avions sans empennage horizontal
Certains avions ne possèdent pas d’empennage horizontal :
Aile volantePrésentant une dérive axiale de fuselage (aile droite) ou bien deux dérives placées en bout d'aile (aile en flèche).
Ailes DeltaSur les avions à aile delta sans empennage, la gouverne de profondeur est intégrée à l'aile, et porte le nom d'élévateur. Si elle remplit également le rôle d'aileron (mixage des gouvernes), elle est appelée élevon.
Avions à plans canardsCertains avions présentent un plan canard situé à l'avant, qui n'est pas un empennage mais une aile portante. La fonction gouverne de profondeur peut être remplie par un volet placé sur le plan canard, mais c'est bien l'aile arrière qui joue le rôle d'empennage stabilisateur.

## Avions «trois surfaces»
Le Piaggio P180 Avanti est un avion conventionnel (à empennage arrière) présentant également un plan canard à l'avant. De telles configurations sont dites trois surfaces (il faut leur ajouter la paire d'ailes principales).

## Matière et décoration des empennages
Les avions peuvent être individualisés par des graphismes particuliers, notamment sur les surfaces verticales des empennages.

## Rupture en vol
Des ruptures d'empennage vertical ont mené à une perte de contrôle et au crash :
- vol Japan Airlines 123 (520 morts, 1985), rupture due à une explosion d'une paroi de pressurisation mal rivetée ;
- vol American Airlines 587 (265 morts, 2001), rupture due à des actions répétées et trop brutales de la dérive par le pilote.